# Unterlangenegg
Unterlangenegg là một đô thị trong huyện Thun, bang Bern, Thụy Sĩ. Đô thị này có diện tích 6,81 km2, dân số thời điểm tháng 12 năm 2009 là 891 người.